# دانشگاه آزاد اسلامی واحد مشهد
دانشگاه آزاد اسلامی مشهد از نخستین واحدهای دانشگاهی است که در آذر ماه سال ۱۳۶۱ تأسیس و با ۱۶۷ دانشجو در سه رشته در مهر ماه ۱۳۶۲ حرکت علمی خود را آغاز نمود. این دانشگاه رتبۀ سوم را در میان برترین دانشگاه‌های آزاد اسلامی دارد. و از تیرماه ۱۳۷۹ از لحاظ رتبه به دانشگاه جامع ارتقاء یافته‌است و در دومین مجمع عمومی اتحادیه بین‌المللی دانشگاه‌های جهان اسلام (فروردین ماه ۱۳۸۰ –کوالالامپور) به عنوان عضو آن اتحادیه پذیرفته شده‌است و در حال حاضر آمار دانشجویان آن بیش از  ۳۲۰۰۰هزار نفر و تعداد فارغ التحصیلان ۸۰هزار و ۵۰ نفر است. به عبارتی دانشگاه آزاد اسلامی مشهد، بزرگترین دانشگاه شرق كشور است. اين دانشگاه اولین و تنها پژوهشكده مصوب وزارت علوم، تحقیقات و فناوری (شورای گسترش آموزش عالی) در بین كل واحدهای دانشگاه آزاد اسلامی كشور به نام پژوهشکده محیط‌های خشک را از سال 1394 ایجاد و در اختیار دارد. همچنین دارای سه مرکز تحقیقات مهندسی پزشکی، نوآوری در پزشکی و بیولوژی کاربردی تکوین جانوری می باشد. 
این واحد دانشگاهی دارای ۱۵۸ رشته شامل ۱۷ رشته کاردانی، ۷۰ رشته کارشناسی، ۵۰ رشته کارشناسی ارشد و ۱۹ رشته دکتری تخصصی و یک رشته دکترای حرفه‌ای است.
کارکنان اداری ۱۱۷۵ نفر هستند که بیش از ۷۰ درصد دارای مدرک لیسانس و بالاتر هستند.